# مایکل ترنر

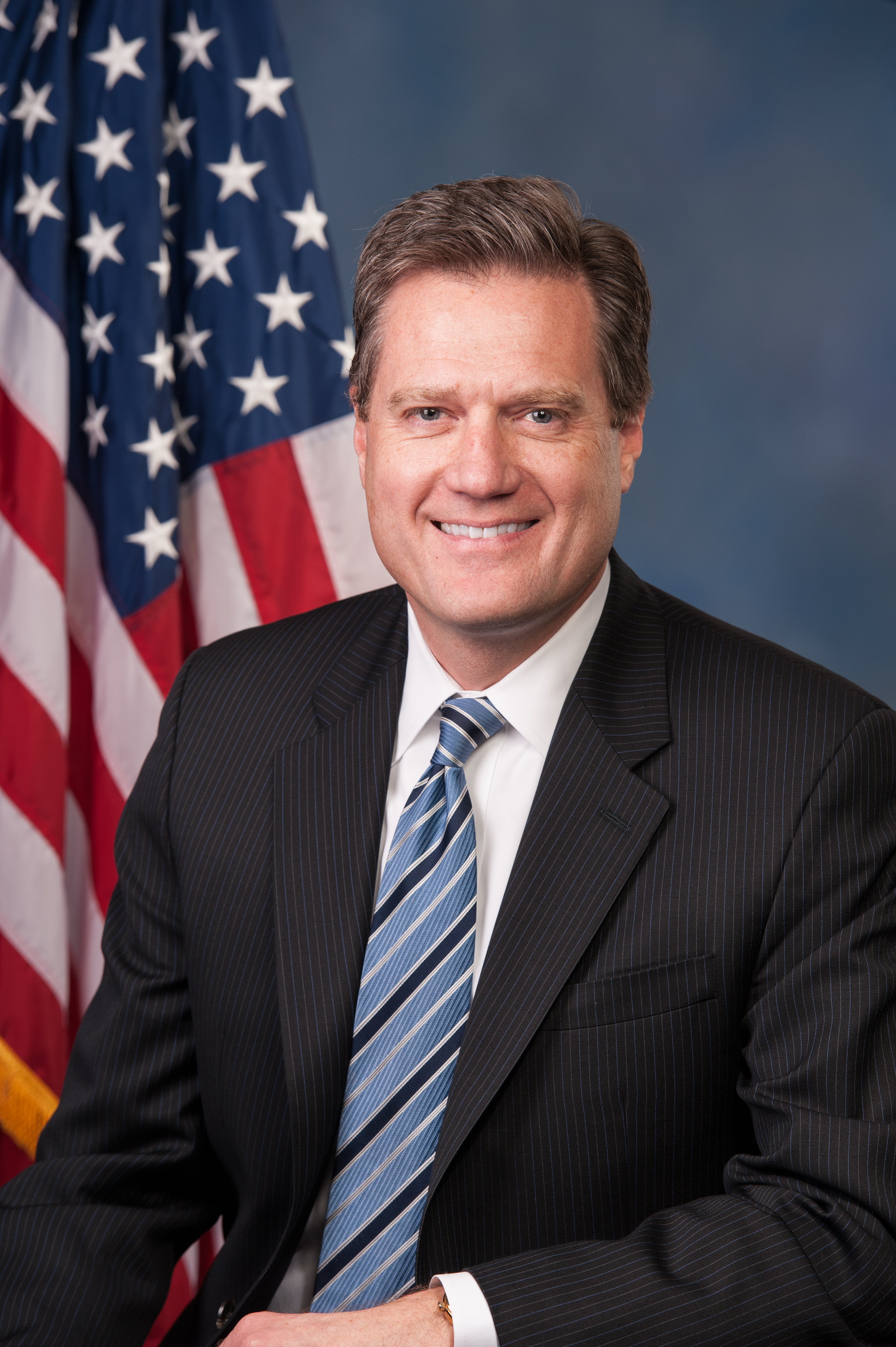
نگارهٔ مایکل ترنر، سیاست‌مدار آمریکایی - ۲۰۱۳

مایکل ترنر (به انگلیسی: Michael Turner) نمایندهٔ حوزه انتخابیه دهم اوهایو از حزب جمهوری‌خواه ایالات متحده آمریکا در مجلس نمایندگان ایالات متحده آمریکا است که برای نخستین‌بار در ۲۹ ژانویه ۲۰۰۳ میلادی به‌عضویت این مجلس درآمد.